# Miąsowa
Miąsowa is een dorp in het woiwodschap Święty Krzyż in het Poolse district Jędrzejowski. De plaats maakt deel uit van de gemeente Sobków en telt 675 inwoners.

## Verkeer en vervoer

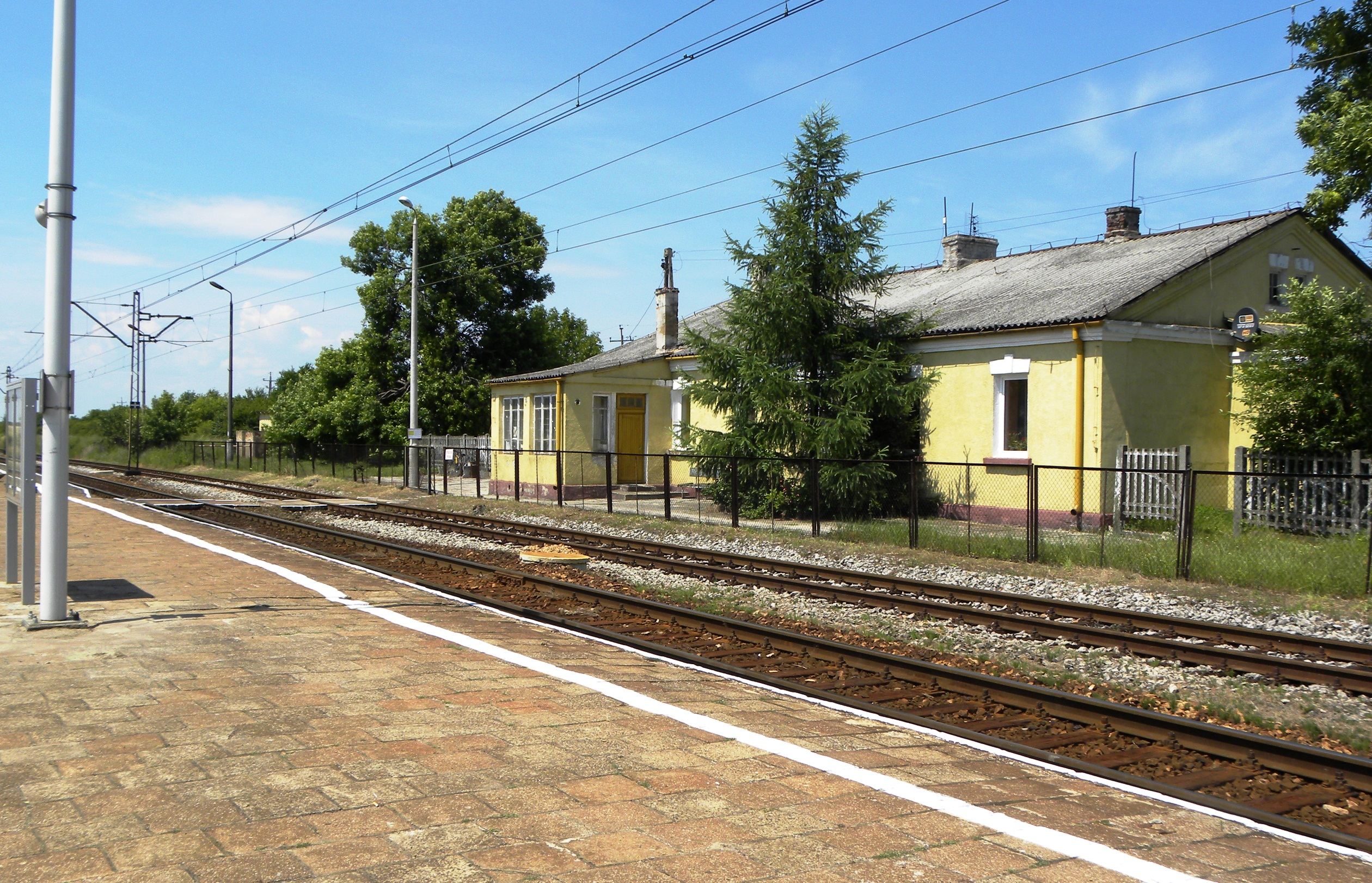
Het treinstation van Miąsowa

- Station Miąsowa